# David di Donatello a la millor actriu protagonista
El premi David di Donatello a la millor actriu protagonista (en italià: David di Donatello per la migliore attrice protagonista) és un premi de cinema que anualment atorga l'Acadèmia del Cinema Italià (ACI, Accademia del Cinema Italiano) per reconèixer la destacada interpretació en un paper principal d’una actriu femenina en una pel·lícula italiana estrenada l'any anterior a la cerimònia. El premi es va donar per primera vegada el 1956 i es va convertir en competitiu el 1981.

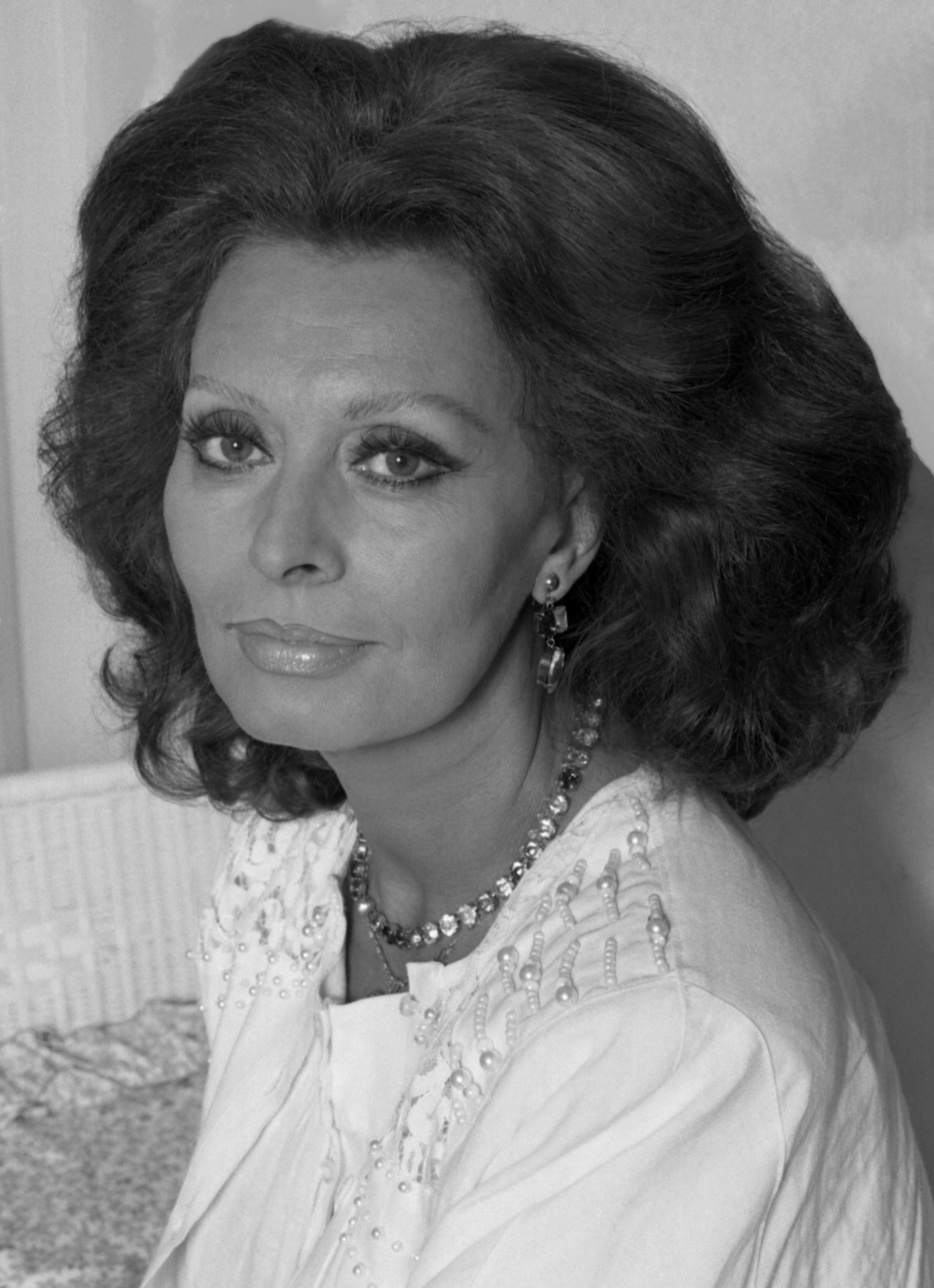
Sophia Loren amb sis premis, és qui l'ha guanyada més cops.

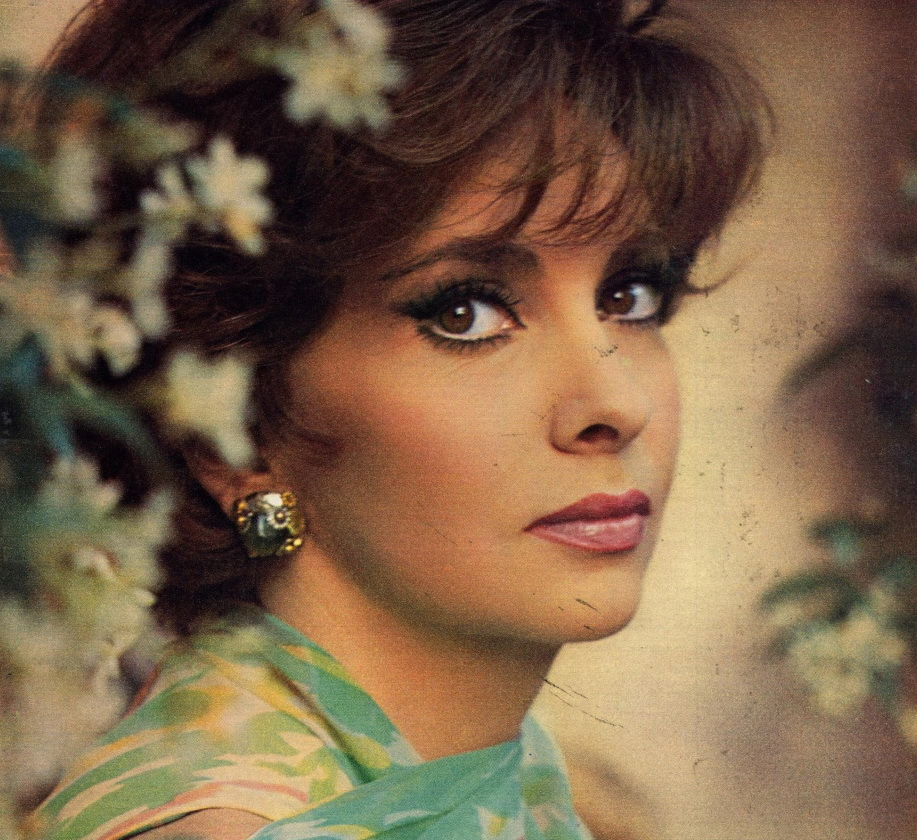
Gina Lollobrigida fou la primera actriu en obtenir el premi el 1956, per La donna più bella del mondo.

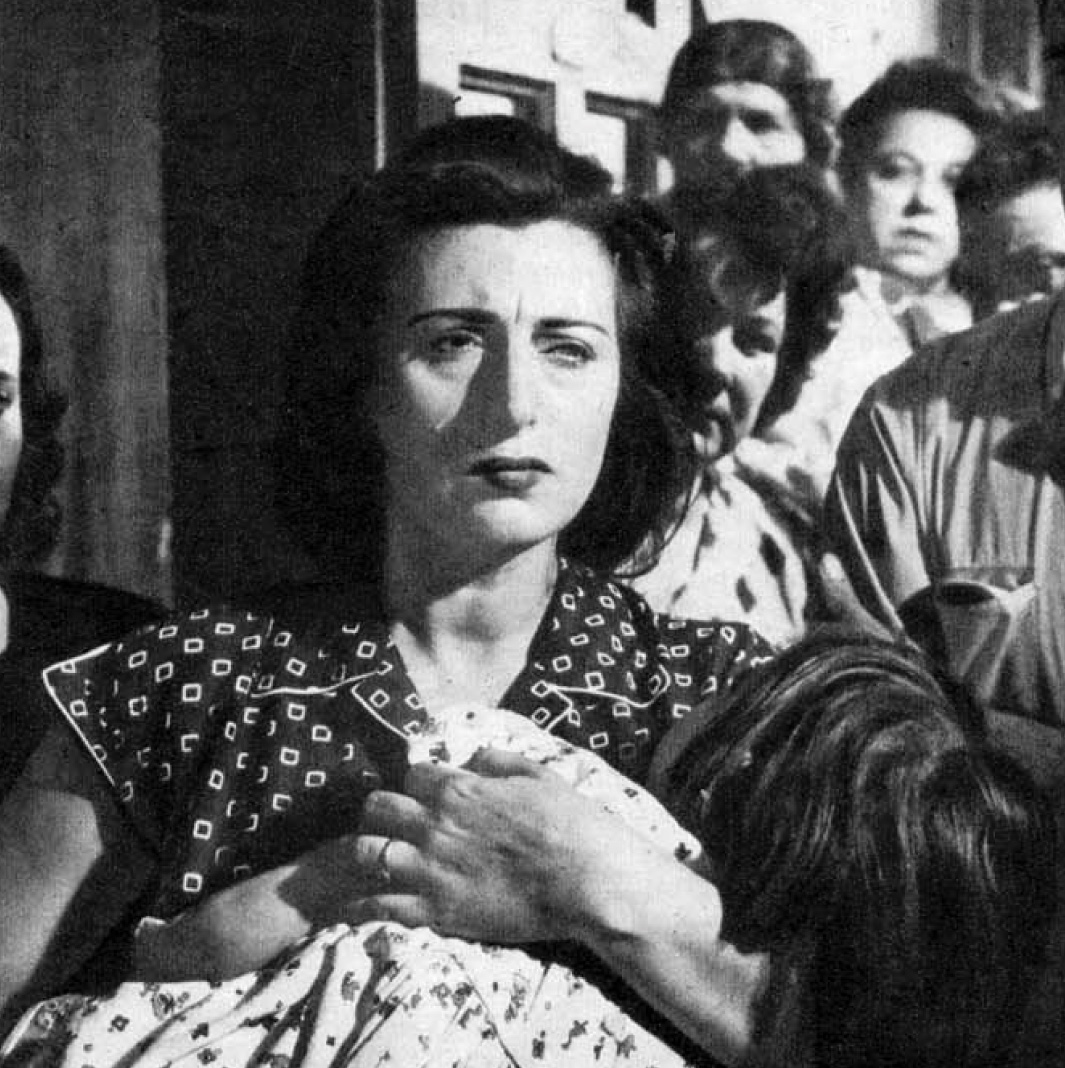
Anna Magnani va guanyar el premi dos anys consecutius.

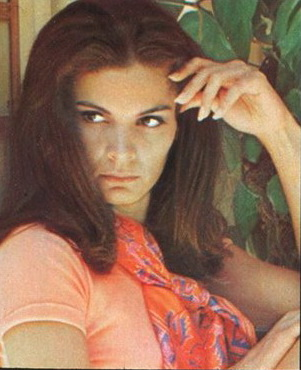
Florinda Bolkan, guanyadora dos cops, fou la primera actriu no italiana en obtenir el premi, per Anonimo veneziano.

Sophia Loren té el rècord d'aquesta categoria, amb sis premis, seguit de Margherita Buy i Monica Vitti, amb cinc premis cadascuna.

## Guanyadors
Les guanyadores del premi han estat:

### Anys 1956-1959
- 1956: Gina Lollobrigida per La donna più bella del mondo
- 1957: no atorgat
- 1958: Anna Magnani per Selvaggio è il vento
- 1959: Anna Magnani per Nella città l'inferno

### Anys 1960-1969
- 1960: no atorgat
- 1961: Sophia Loren per La ciociara
- 1962: no atorgat
- 1963: Silvana Mangano per Il processo di Verona i Gina Lollobrigida per Venere imperiale (ex aequo)
- 1964: Sophia Loren per Ieri, oggi, domani
- 1965: Sophia Loren per Matrimonio all'italiana
- 1966: Giulietta Masina per Giulietta degli spiriti
- 1966: Silvana Mangano per Le streghe
- 1968: Claudia Cardinale per Il giorno della civetta
- 1969: Monica Vitti per La ragazza con la pistola i Gina Lollobrigida per Buonasera, signora Campbell (ex aequo)

### Anys 1970-1979
- 1970: Sophia Loren per I girasoli
- 1971: Florinda Bolkan per Anonimo veneziano i Monica Vitti per Ninì Tirabusciò, la donna che inventò la mossa (ex aequo)
- 1972: Claudia Cardinale per Bello, onesto, emigrato Australia sposerebbe compaesana illibata
- 1973: Silvana Mangano per Lo scopone scientifico e Florinda Bolkan per Cari genitori (ex aequo)
- 1974: Monica Vitti per Polvere di stelle i Sophia Loren per Il viaggio (ex aequo)
- 1975: Mariangela Melato per La poliziotta
- 1976: Monica Vitti per L'anatra all'arancia
- 1977: Mariangela Melato per Caro Michele
- 1978: Sophia Loren per Una giornata particolare i Mariangela Melato per Il gatto (ex aequo)
- 1979: Monica Vitti per Amori miei

### Anys 1980-1989
- 1980
  - Virna Lisi - La cicala
- 1981
  - Valeria D'Obici (ex aequo) - Passione d'amore
  - Mariangela Melato (ex aequo) - Aiutami a sognare
  - Elena Fabrizi - Bianco, rosso e Verdone
- 1982
  - Eleonora Giorgi - Borotalco
  - Ornella Muti - Storie di ordinaria follia
  - Marina Suma - Le occasioni di Rosa
- 1983
  - Giuliana De Sio - Io, Chiara e lo Scuro
  - Giuliana De Sio - Sciopèn
  - Mariangela Melato - Il buon soldato
  - Hanna Schygulla - Storia di Piera
- 1984
  - Lina Sastri - Mi manda Picone
  - Laura Morante - Bianca
  - Monica Vitti - Flirt
- 1985
  - Lina Sastri - Segreti segreti
  - Giuliana De Sio - Casablanca, Casablanca
  - Lea Massari - Segreti segreti
  - Julia Migenes - Carmen
- 1986
  - Ángela Molina - Un complicato intrigo di donne, vicoli e delitti
  - Giulietta Masina - Ginger e Fred
  - Liv Ullmann - Speriamo che sia femmina
- 1987
  - Liv Ullmann - Mosca addio
  - Valeria Golino - Storia d'amore
  - Stefania Sandrelli - La famiglia
- 1988
  - Elena Safonova - Oci ciornie
  - Valeria Golino - Gli occhiali d'oro
  - Ornella Muti - Io e mia sorella
- 1989
  - Stefania Sandrelli - Mignon è partita
  - Ornella Muti - Codice privato
  - Marina Vlady - Splendor

### Anys 1990-1999
- 1990
  - Elena Sofia Ricci - Ne parliamo lunedì
  - Virna Lisi - Buon Natale... buon anno
  - Stefania Sandrelli - Evelina e i suoi figli
  - Lina Sastri - Piccoli equivoci
  - Anna Bonaiuto - Donna d'ombra
- 1991
  - Margherita Buy - La stazione
  - Nancy Brilli - Italia-Germania 4-3
  - Margherita Buy - La settimana della Sfinge
  - Ingrid Thulin - La casa del sorriso
  - Angela Finocchiaro - Volere volare
- 1992
  - Giuliana De Sio - Cattiva
  - Margherita Buy - Maledetto il giorno che t'ho incontrato
  - Francesca Neri - Pensavo fosse amore... invece era un calesse
- 1993
  - Antonella Ponziani - Verso sud
  - Margherita Buy - Cominciò tutto per caso
  - Carla Gravina - Il lungo silenzio
- 1994
  - Asia Argento - Perdiamoci di vista
  - Chiara Caselli - Dove siete? Io sono qui
  - Barbara De Rossi - Maniaci sentimentali
- 1995
  - Anna Bonaiuto - L'amore molesto
  - Sabrina Ferilli - La bella vita
  - Anna Galiena - Senza pelle
- 1996
  - Valeria Bruni Tedeschi - La seconda volta
  - Virna Lisi - Va' dove ti porta il cuore
  - Laura Morante - Ferie d'agosto
  - Lina Sastri - Celluloide
- 1997
  - Asia Argento - Compagna di viaggio
  - Margherita Buy - Testimone a rischio
  - Iaia Forte - Luna e l'altra
  - Claudia Gerini - Sono pazzo di Iris Blond
  - Monica Guerritore - La lupa
- 1998
  - Valeria Bruni Tedeschi - La parola amore esiste
  - Anna Bonaiuto - Teatro di guerra
  - Valeria Golino - Le acrobate
- 1999
  - Margherita Buy - Fuori dal mondo
  - Francesca Neri - Matrimoni
  - Giovanna Mezzogiorno - Del perduto amore

### Anys 2000-2009
- 2000
  - Licia Maglietta - Pane e tulipani
  - Lorenza Indovina - Un amore
  - Francesca Neri - Il dolce rumore della vita
  - Francesca Neri - Io amo Andrea
  - Isabella Rossellini - Il cielo cade
- 2001
  - Laura Morante - La stanza del figlio
  - Margherita Buy - Le fate ignoranti
  - Giovanna Mezzogiorno - L'ultimo bacio
- 2002
  - Marina Confalone - Incantesimo napoletano
  - Sandra Ceccarelli - Luce dei miei occhi
  - Licia Maglietta - Luna rossa
- 2003
  - Giovanna Mezzogiorno - La finestra di fronte
  - Donatella Finocchiaro - Angela
  - Valeria Golino - Respiro
  - Laura Morante* - Ricordati di me
  - Stefania Rocca - Casomai
- 2004
  - Penélope Cruz - Non ti muovere
  - Michela Cescon - Primo amore
  - Licia Maglietta - Agata e la tempesta
  - Violante Placido - Che ne sarà di noi
  - Maya Sansa - Buongiorno, notte
- 2005
  - Barbora Bobuľová - Cuore sacro
  - Sandra Ceccarelli - La vita che vorrei
  - Valentina Cervi - Provincia meccanica
  - Maria de Medeiros - Il resto di niente
  - Maya Sansa - L'amore ritrovato
- 2006
  - Valeria Golino - La guerra di Mario
  - Margherita Buy - Il caimano
  - Cristiana Capotondi - Notte prima degli esami
  - Giovanna Mezzogiorno - La bestia nel cuore
  - Ana Caterina Morariu - Il mio miglior nemico
- 2007
  - Ksenia Rappoport - La sconosciuta
  - Donatella Finocchiaro - Il regista di matrimoni
  - Margherita Buy - Saturno contro
  - Giovanna Mezzogiorno - Lezioni di volo
  - Laura Morante - Liscio
- 2008
  - Margherita Buy - Giorni e nuvole
  - Anna Bonaiuto - La ragazza del lago
  - Antonia Liskova - Riparo
  - Valentina Lodovini - La giusta distanza
  - Valeria Solarino - Signorina Effe
- 2009
  - Alba Rohrwacher - Il papà di Giovanna
  - Donatella Finocchiaro - Galantuomini
  - Claudia Gerini - Diverso da chi?
  - Valeria Golino - Giulia non esce la sera
  - Ilaria Occhini - Mar nero

### Anys 2010-2019
- 2010
  - Micaela Ramazzotti - La prima cosa bella
  - Greta Zuccheri Montanari - L'uomo che verrà
  - Stefania Sandrelli - La prima cosa bella
  - Margherita Buy - Lo spazio bianco
  - Giovanna Mezzogiorno - Vincere
- 2011
  - Paola Cortellesi - Nessuno mi può giudicare
  - Sarah Felberbaum - Il gioiellino
  - Angela Finocchiaro - Benvenuti al sud
  - Alba Rohrwacher - La solitudine dei numeri primi
  - Isabella Ragonese - La nostra vita
- 2012
  - Zhao Tao - Io sono Li
  - Valeria Golino - La kryptonite nella borsa
  - Claudia Gerini - Il mio domani
  - Micaela Ramazzotti - Posti in piedi in paradiso
  - Donatella Finocchiaro - Terraferma
- 2013
  - Margherita Buy - Viaggio sola
  - Valeria Bruni Tedeschi - Viva la libertà
  - Thony - Tutti i santi giorni
  - Tea Falco - Io e te
  - Jasmine Trinca - Un giorno devi andare
- 2014
  - Valeria Bruni Tedeschi - Il capitale umano
  - Paola Cortellesi - Sotto una buona stella
  - Sabrina Ferilli - La grande bellezza
  - Kasia Smutniak - Allacciate le cinture
  - Jasmine Trinca - Miele
- 2015
  - Margherita Buy - Mia madre
  - Alba Rohrwacher - Hungry Hearts
  - Virna Lisi (postuma) - Latin Lover
  - Jasmine Trinca - Nessuno si salva da solo
  - Paola Cortellesi - Scusate se esisto!
- 2016
  - Ilenia Pastorelli - Lo chiamavano Jeeg Robot
  - Àstrid Bergès-Frisbey - Alaska
  - Paola Cortellesi - Gli ultimi saranno ultimi
  - Sabrina Ferilli - Io e lei
  - Juliette Binoche - L'attesa
  - Valeria Golino - Per amor vostro
  - Anna Foglietta - Perfetti sconosciuti
- 2017
  - Valeria Bruni Tedeschi - La pazza gioia
  - Daphne Scoccia - Fiore
  - Angela i Marianna Fontana - Indivisibili
  - Micaela Ramazzotti - La pazza gioia
  - Matilda De Angelis - Veloce come il vento
- 2018
  - Jasmine Trinca - Fortunata
  - Paola Cortellesi - Come un gatto in tangenziale
  - Valeria Golino - Il colore nascosto delle cose
  - Giovanna Mezzogiorno - Napoli velata
  - Isabella Ragonese - Sole cuore amore
- 2019
  - Elena Sofia Ricci - Loro
  - Marianna Fontana - Capri-Revolution
  - Pina Turco - Il vizio della speranza
  - Alba Rohrwacher - Troppa grazia
  - Anna Foglietta - Un giorno all'improvviso

### Anys 2020-2029
- 2020
  - Jasmine Trinca - La dea fortuna
  - Valeria Bruni Tedeschi - I villeggianti
  - Isabella Ragonese - Mio fratello rincorre i dinosaure
  - Linda Caridi - Ricordi?
  - Lunetta Savino - Rosa
  - Valeria Golino - Tutto il mio folle amore

## Actrius guanyadores
| Número de victòries | Guanyadora             | Anys                               |
| ------------------- | ---------------------- | ---------------------------------- |
| 6                   | Sophia Loren           | 1961, 1964, 1965, 1970, 1974, 1978 |
| 5                   | Monica Vitti           | 1969, 1971, 1974, 1976, 1979       |
| 5                   | Margherita Buy         | 1991, 1999, 2008, 2013, 2015       |
| 4                   | Mariangela Melato      | 1975, 1977, 1978, 1981             |
| 4                   | Valeria Bruni Tedeschi | 1996, 1998, 2014, 2017             |
| 3                   | Gina Lollobrigida      | 1956, 1963, 1969                   |
| 3                   | Silvana Mangano        | 1963, 1967, 1973                   |
| 2                   | Anna Magnani           | 1958, 1959                         |
| 2                   | Claudia Cardinale      | 1968, 1972                         |
| 2                   | Florinda Bolkan        | 1971, 1973                         |
| 2                   | Giuliana De Sio        | 1983, 1992                         |
| 2                   | Lina Sastri            | 1984, 1985                         |
| 2                   | Asia Argento           | 1994, 1997                         |
| 2                   | Elena Sofia Ricci      | 1990, 2019                         |
| 2                   | Jasmine Trinca         | 2018, 2020                         |